# Benjamin F. Rice

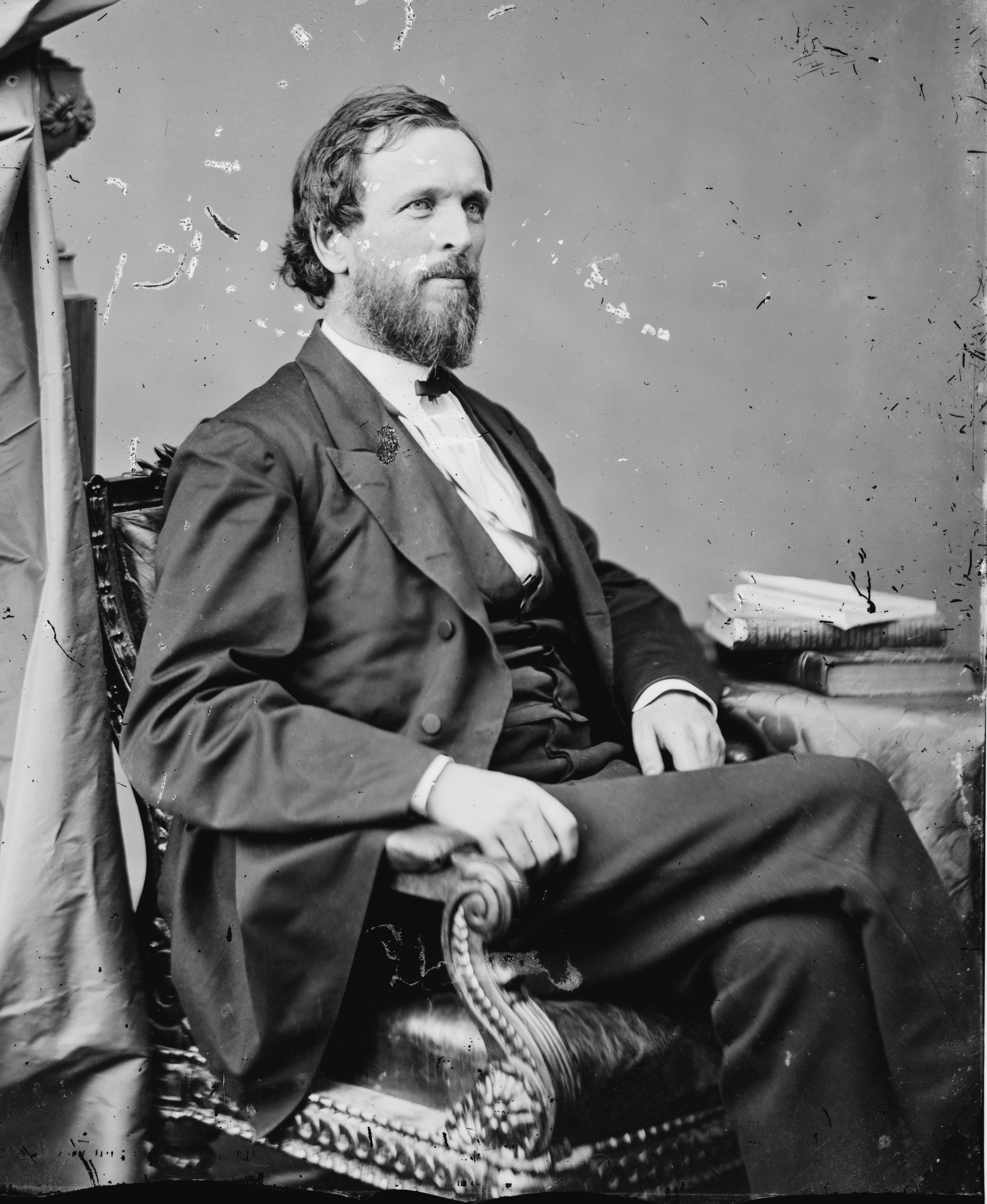
Benjamin F. Rice

Benjamin Franklin Rice (* 26. Mai 1828 in East Otto, Cattaraugus County, New York; † 19. Januar 1905 in Tulsa, Oklahoma) war ein US-amerikanischer Politiker (Republikanische Partei), der den Bundesstaat Arkansas im US-Senat vertrat.
Benjamin Rice erhielt seine Schulausbildung von Privatlehrern. Er studierte die Rechtswissenschaften und praktizierte nach seiner Aufnahme in die Anwaltskammer als Jurist in Irvine (Kentucky). In diesem Staat begann auch seine politische Laufbahn mit der Mitgliedschaft im dortigen Repräsentantenhaus zwischen 1855 und 1856. Bei der Präsidentschaftswahl 1856 gehörte er für die Republikaner dem Electoral College an. Im Jahr 1860 zog Rice nach Minnesota, wo er dem Unionsheer beitrat. Während des Bürgerkrieges kämpfte er zunächst im Rang eines Captain; im weiteren Verlauf des Krieges wurde er dann zum Judge Advocate befördert.
1864 ließ Benjamin Rice sich in Little Rock (Arkansas) nieder, das im Jahr zuvor von Unionstruppen eingenommen worden war. Er arbeitete dort wieder als Anwalt und beteiligte sich am Aufbau der Republikanischen Partei in diesem Staat. In den folgenden Jahren half er mit, die Voraussetzungen für die Wiederaufnahme von Arkansas in die Union zu treffen; nachdem dies geschehen war, wurde Rice als Vertreter des Staates in den US-Senat gewählt. Er verblieb dort vom 23. Juni 1868 bis zum 3. März 1873. Während dieser Zeit war er unter anderem Vorsitzender des Bergbauausschusses.
Danach betätigte Rice sich wieder als Anwalt. Von 1875 bis 1882 lebte er aus gesundheitlichen Gründen in Colorado, ehe er nach Washington, D.C. zurückkehrte, wo er bis zu seinem Tod seinem Beruf nachging.